# Stephen Merchant
Stephen James Merchant (født 24. november 1974) er en engelsk komiker, forfatter, instruktør, radiovært og skuespiller. Han er mest kendt for at være medforfatter og -instruktør til tv-komedieserierne The Office og Extras sammen med sin ven Ricky Gervais. I Extras medvirkede han også selv som skuespiller i en af de centrale roller.
Stephen Merchant er også kendt stemmeskuespiller som har medvirket i flere spil, senest Portal 2.

## Filmografi

### Film
| Not yet released | Denotes works that have not yet been released |

| År   | Titel                        | Skuespiller | Instruktør | Manuskriptforfatter | Producer  | Rolle               | Noter                                         |
| ---- | ---------------------------- | ----------- | ---------- | ------------------- | --------- | ------------------- | --------------------------------------------- |
| 2007 | Hot Fuzz                     | Ja          | Nej        | Nej                 | Nej       | Peter Ian Staker    |                                               |
| 2007 | Run Fatboy Run               | Ja          | Nej        | Nej                 | Nej       | Man with Broken Leg |                                               |
| 2009 | The Invention of Lying       | Ja          | Nej        | Nej                 | Nej       | Man at the Door     |                                               |
| 2010 | Tooth Fairy                  | Ja          | Nej        | Nej                 | Nej       | Tracy               |                                               |
| 2010 | Cemetery Junction            | Ja          | Ja         | Ja                  | Executive | Dougie Boden        | Co-written and co-directed with Ricky Gervais |
| 2010 | Jackboots on Whitehall       | Ja          | Nej        | Nej                 | Nej       | Tom                 | Voice role                                    |
| 2010 | Burke and Hare               | Ja          | Nej        | Nej                 | Nej       | Holyrood Footman    |                                               |
| 2011 | Gnomeo & Juliet              | Ja          | Nej        | Nej                 | Nej       | Paris               | Voice role                                    |
| 2011 | Hall Pass                    | Ja          | Nej        | Nej                 | Nej       | Gary Putney         |                                               |
| 2013 | Movie 43                     | Ja          | Nej        | Nej                 | Nej       | Donald              | Segment: "Truth or Dare"                      |
| 2013 | I Give It a Year             | Ja          | Nej        | Nej                 | Nej       | Danny               |                                               |
| 2017 | Logan                        | Ja          | Nej        | Nej                 | Nej       | Caliban             |                                               |
| 2017 | Beauty and the Beast         | Ja          | Nej        | Nej                 | Nej       | Monsieur Toilett    | Deleted scene                                 |
| 2017 | Table 19                     | Ja          | Nej        | Nej                 | Nej       | Walter Thimble      |                                               |
| 2018 | Sherlock Gnomes              | Ja          | Nej        | Nej                 | Nej       | Paris               | Voice role                                    |
| 2018 | The Girl in the Spider's Web | Ja          | Nej        | Nej                 | Nej       | Frans Balder        |                                               |
| 2019 | Fighting with My Family      | Ja          | Ja         | Ja                  | Ja        | Hugh                |                                               |
| 2019 | Good Boys                    | Ja          | Nej        | Nej                 | Nej       | Claude              | Uncredited cameo                              |
| 2019 | Jojo Rabbit                  | Ja          | Nej        | Nej                 | Nej       | Captain Deertz      |                                               |
| 2021 | Locked Down                  | Ja          | Nej        | Nej                 | Nej       | Michael Morgan      |                                               |
| 2021 | A Boy Called Christmas       | Ja          | Nej        | Nej                 | Nej       | Miika the Mouse     | Voice role                                    |
| 2024 | The Ark and the Aardvark     | Ja          | Nej        | Nej                 | Nej       | Croc                | Voice role                                    |

### Tv
| År           | Titel                                         | Skuespiller | Instruktør | Manuskriptforfatter | Executive Producer | Skaber | Rolle                                                         | Noter |
| ------------ | --------------------------------------------- | ----------- | ---------- | ------------------- | ------------------ | ------ | ------------------------------------------------------------- | --- |
| 1999         | Comedy Lab                                    | Ja          | Nej        | Ja                  | Nej                | Nej    | James (voice)                                                 | Episode: "Golden Years" |
| 2000         | Meet Ricky Gervais                            | Ja          | Nej        | Ja                  | Nej                | Nej    | Various roles                                                 | Also writer |
| 2001–2003    | The Office (UK)                               | Ja          | Ja         | Ja                  | Ja                 | Ja     | Paul Shepherd (voice) / Nathan (aka "The Oggmonster", "Oggy") | 14 episodes and appeared in 3 episodes Co-created, co-written and co-directed with Ricky Gervais                                                       |
| 2004         | Garth Marenghi's Darkplace                    | Ja          | Nej        | Nej                 | Nej                | Nej    | Chef                                                          | 2 episodes |
| 2004         | Green Wing                                    | Ja          | Nej        | Nej                 | Nej                | Nej    | Lab Technician                                                | Episode: "Tests" |
| 2005         | Bromwell High                                 | Ja          | Nej        | Nej                 | Nej                | Nej    | Mr. Phillips (voice)                                          | 13 episodes |
| 2005–2007    | Extras                                        | Ja          | Ja         | Ja                  | Ja                 | Ja     | Darren Lamb                                                   | 13 episodes and appeared in 11 episodes Co-created, co-written and co-directed with Ricky Gervais                                                      |
| 2005–2013    | The Office (US)                               | Nej         | Ja         | Ja                  | Ja                 | Ja     | N/A                                                           | American remake of his show The Office co-created with Ricky Gervais Directed episode: "Customer Survey" and co-wrote "The Convict" with Ricky Gervais |
| 2007         | 24 Timer                                      | Ja          | Nej        | Nej                 | Nej                | Nej    | CTU Technician                                                | Episode: "Day 6: 6:00 a.m.-7:00 a.m." |
| 2010–2012    | The Ricky Gervais Show                        | Ja          | Nej        | Nej                 | Ja                 | Ja     | Himself (voice)                                               | 39 episodes Co-created with Ricky Gervais and Karl Pilkington                                                                                          |
| 2010–2011    | An Idiot Abroad                               | Ja          | Nej        | Nej                 | Ja                 | Nej    | Himself                                                       | 16 episodes |
| 2011–2013    | Life's Too Short                              | Ja          | Ja         | Ja                  | Ja                 | Ja     | Himself                                                       | 8 episodes; Co-created with Ricky Gervais and Warwick Davis Co-written and co-directed with Ricky Gervais                                              |
| 2011         | Ronnie Corbett's Comedy Britain               | Ja          | Nej        | Nej                 | Ja                 | Nej    | Himself                                                       | |
| 2013         | Hello Ladies                                  | Ja          | Ja         | Ja                  | Ja                 | Ja     | Stuart Pritchard                                              | 8 episodes Co-created and co-written with Lee Eisenberg and Gene Stupnitsky                                                                            |
| 2013–2015    | Drunk History                                 | Ja          | Nej        | Nej                 | Nej                | Nej    | Abraham Lincoln / George Washington                           | 3 episodes |
| 2014, 2020   | Modern Family                                 | Ja          | Nej        | Nej                 | Nej                | Nej    | Higgins                                                       | 2 episodes |
| 2014         | Robot Chicken                                 | Ja          | Nej        | Nej                 | Nej                | Nej    | Alfred Pennyworth / 210 Up Narrator / Kirk Fogg (voices)      | Episode: "Stone Cold Steve Cold Stone" |
| 2014         | Hello Ladies: The Movie                       | Ja          | Ja         | Ja                  | Ja                 | Ja     | Stuart Pritchard                                              | Television film Co-created and co-written with Lee Eisenberg and Gene Stupnitsky                                                                       |
| 2014         | Short Poppies                                 | Ja          | Nej        | Nej                 | Nej                | Nej    | Insurance Broker                                              | Episode: "Terry Pole" |
| 2015         | The Big Bang Theory                           | Ja          | Nej        | Nej                 | Nej                | Nej    | Dave Gibbs                                                    | 3 episodes |
| 2015–2019    | Lip Sync Battle                               | Ja          | Nej        | Nej                 | Ja                 | Ja     | Himself                                                       | Appears in 2 episodes |
| 2016         | The Simpsons                                  | Ja          | Nej        | Nej                 | Nej                | Nej    | Conrad (voice)                                                | Episode: "The Girl Code" |
| 2016         | Donald Trump's The Art of the Deal: The Movie | Ja          | Nej        | Nej                 | Nej                | Nej    | Barron Hilton                                                 | Television film |
| 2016         | American Dad!                                 | Ja          | Nej        | Nej                 | Nej                | Nej    | Scientist (voice)                                             | Episode: "The 200" |
| 2016         | The Crystal Maze                              | Ja          | Nej        | Nej                 | Nej                | Nej    | Himself (host)                                                | Television special |
| 2016–2020    | Dream Corp LLC                                | Ja          | Nej        | Nej                 | Ja                 | Nej    | T.E.R.R.Y.                                                    | 28 episodes |
| 2018         | The Good Place                                | Ja          | Nej        | Nej                 | Nej                | Nej    | Neil                                                          | Episode: "Janet(s)" |
| 2018         | Click & Collect                               | Ja          | Nej        | Nej                 | Nej                | Nej    | Andrew                                                        | Christmas TV special |
| 2020         | Home Movie: The Princess Bride                | Ja          | Nej        | Nej                 | Nej                | Nej    | Count Rugen                                                   | 2 episodes |
| 2021–present | The Outlaws                                   | Ja          | Ja         | Ja                  | Ja                 | Ja     | Greg                                                          | 12 episodes Directed 3 episodes and wrote 12 episodes                                                                                                  |
| 2022         | Four Lives                                    | Ja          | Nej        | Nej                 | Nej                | Nej    | Stephen Port                                                  | 3 episodes |
| 2022         | Big Fat Quiz of the Year                      | Nej         | Nej        | Nej                 | Nej                | Nej    | Panelist                                                      | With Richard Ayoade |

### Radio
| År        | Titel                  | Station           | Rolle         | Noter                                            | Ref   |
| --------- | ---------------------- | ----------------- | ------------- | ------------------------------------------------ | ----- |
| 1998      | The Ricky Gervais Show | XFM               | Self, co-host | Presented with Ricky Gervais                     | [ 7 ] |
| 2001–2005 | The Ricky Gervais Show | XFM               | Self, co-host | Presented with Ricky Gervais and Karl Pilkington | [ 7 ] |
| 2007–2009 | The Steve Show         | BBC Radio 6 Music | Self, host    |                                                  | [ 8 ] |

### Standup turnéer
| År   | Titel        | Noter       |
| ---- | ------------ | ----------- |
| 2011 | Hello Ladies | 41 UK dates |
| 2024 | TBC          |             |